# Port Deauville

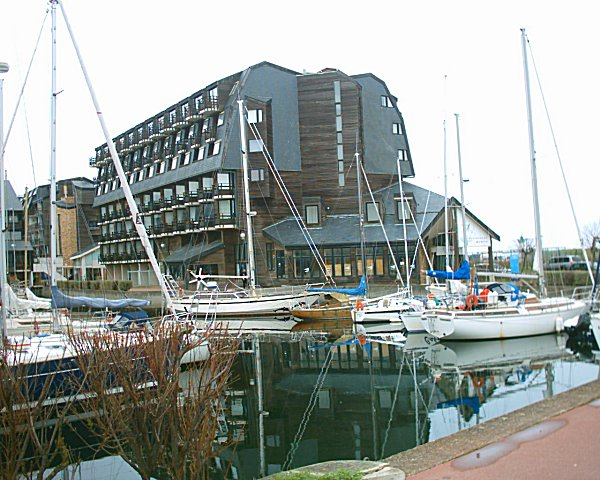
Port Deauville

Port Deauville ist der jüngere der beiden Yachthäfen des westfranzösischen Seebades Deauville im Département Calvados (Région Normandie).
Der private Hafen entstand, nachdem die Kapazität der beiden Becken des städtischen Vieux Port de Deauville (deutsch: Alter Hafen) der Nachfrage nach Liegeplätzen nicht mehr nachkommen konnte, in den Jahren von 1973 bis 1975. Er umfasst eine nach den Plänen der Architekten Jacques Labro und Jean-Jacques Orzini verwirklichte Eigentumsanlage mit exklusiven, auf den Wochenendbetrieb zugeschnittenen Zweit- und Ferienwohnungen. Diese weist den für das Architektenteam typischen, zuvor bereits in Avoriaz (Alpen) erprobten Stil auf, der sich unter anderem durch seine Anpassung an das natürliche Umfeld und durch die Verkleidung der Fassaden mit unbehandelten Holzschindeln auszeichnet.
Während im Ortskern des nur zwei Autostunden von Paris entfernten Seebades in allen Jahreszeiten, insbesondere an den Wochenenden, reger Betrieb herrscht, liegt der Reiz des Residenzviertels von Port-Deauville in seiner ruhigen, nur durch einen schmalen Kanal vom Strand abgegrenzten Lage.

## Lage
Im Gegensatz zu dem in einer Bucht verborgenen Vieux Port wurde Port Deauville direkt an der Küste des Ärmelkanals geschaffen. Das geflutete Hafenbecken ist durch eine Mole geschützt.

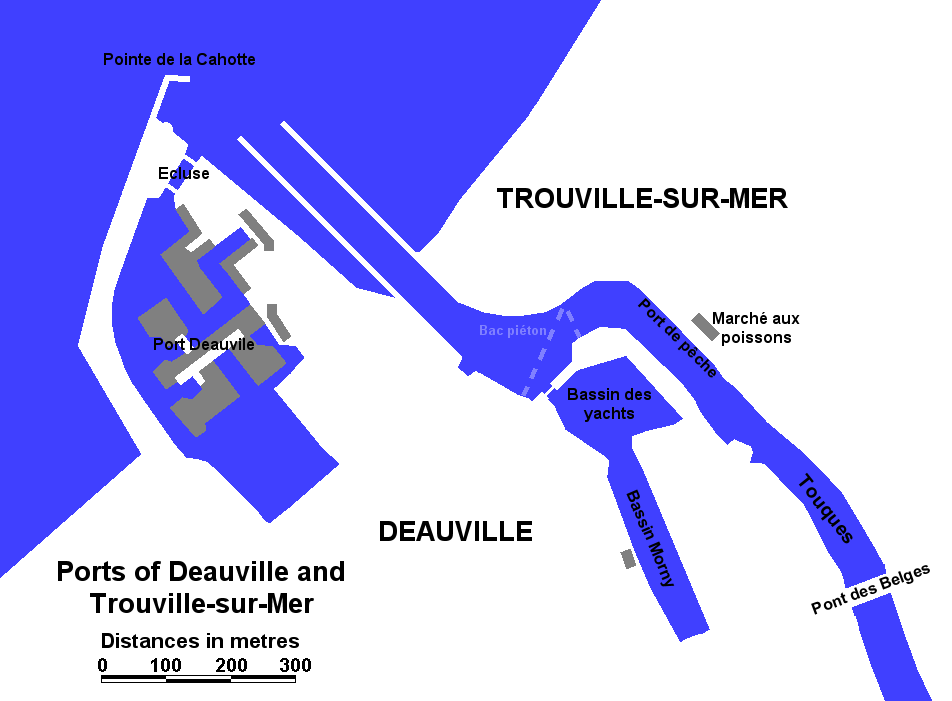
Lageplan der Häfen von Deauville

## Infrastruktur
Port Deauville verfügt über 900 Liegeplätze, von denen je nach Saison 150 bis 200 für Besucher vorgesehen sind. Ab einem Wasserstand von 3 bis 3,50 m erfolgt die Einfahrt über eine Schleuse. Die Schleusenkammer hat eine nutzbare Länge von 52 Meter und ist 12 Meter breit. Bei Wind aus NW, Stärke 8 und mehr wird der Verkehr eingestellt. das Hafenbecken hat Liegeplätze für Boote von maximaler Länge bis 18 Meter und maximalen Tiefgang bis 2,80 Meter. Für Auskünfte und Wetterberichte stehen die Caitainerie und das Schleusenbüro zur Verfügung. Vorhanden sind moderne Hafeneinrichtungen mit Slipanlage, Hebevorrichtung (maximal 45 t), Werft, Wachdienst, Tankstelle, Trinkwasser- und Stromanschluss (220 V / 16 A), sanitäre Einrichtungen, öffentliches Telefon, Waschsalon und Cafeteria.
In Port Deauville (Komplex Les Marinas) besteht die Möglichkeit, sich auf den Bootsführerschein (Motorboot) vorzubereiten und die entsprechende Prüfung abzulegen. Eine Segelschule betreibt der Deauville Yacht Club (DYC) am Quai de la Marine. Kurbetrieb und ein Fitnesszentrum sind im unmittelbar benachbarten Ort Trouville-sur-Mer zu finden. Weitere Auskünfte zu Freizeitgestaltung und Veranstaltungsprogrammen erteilen der Fremdenverkehrsverband des Départements (Comité Départemental du Tourisme du Calvados, kurz CDT) und die örtlichen Fremdenverkehrsbüros (frz. Office de Tourisme, kurz OT) von Trouville-sur-Mer und Deauville.
Siehe auch: Liste von Yachthäfen in Frankreich